# B5 (Jamaica)
De B5 is een weg op Jamaica. De weg loopt vanaf Shooters Hill, ten noorden van Mandeville, naar Rio Bueno aan de noordkust. De ca. 71 km lange weg loopt door het heuvelachtige karstlandschap van Midden-Jamaica.
T1 · T2 · T3
A1 · A2 · A3 · A4
B1 · B2 · B3 · B4 · B5 · B6 · B7 · B8 · B9 · B10 · B11 · B12 · B13